# 冯道根
冯道根（463年—520年），字巨基，广平郡酂县（今湖北省老河口市）人，南朝梁將領。

## 生平
少時失父，靠幫人佣赁以养母，有美味不敢先食，必遽还以进母。十六歲時因解救湖阳戍主蔡道斑而知名。後來在汮均口戍副。冯道根木讷少言，平时领兵带士，以身作则，对部下要求严格。南齐永元二年（500年）以母丧还家。後來追隨萧衍在襄阳起兵。天监二年，擔任宁朔将军、南梁太守，戍守阜陵（安徽省全椒县东南），一到任即修筑城池，如臨大敵。六年，魏军攻钟离（今安徽凤阳），高祖诏令韦睿解救钟离。冯道根、庐江太守裴邃等奮勇殺敵，魏军大溃，史稱钟离之战。天监十六年，梁武帝使人畫其像。

## 延伸阅读
[在维基数据编辑]
 《梁書/卷18》，出自姚思廉《梁書》
 《南史·卷55》，出自李延壽《南史》